# Gualdim Pais

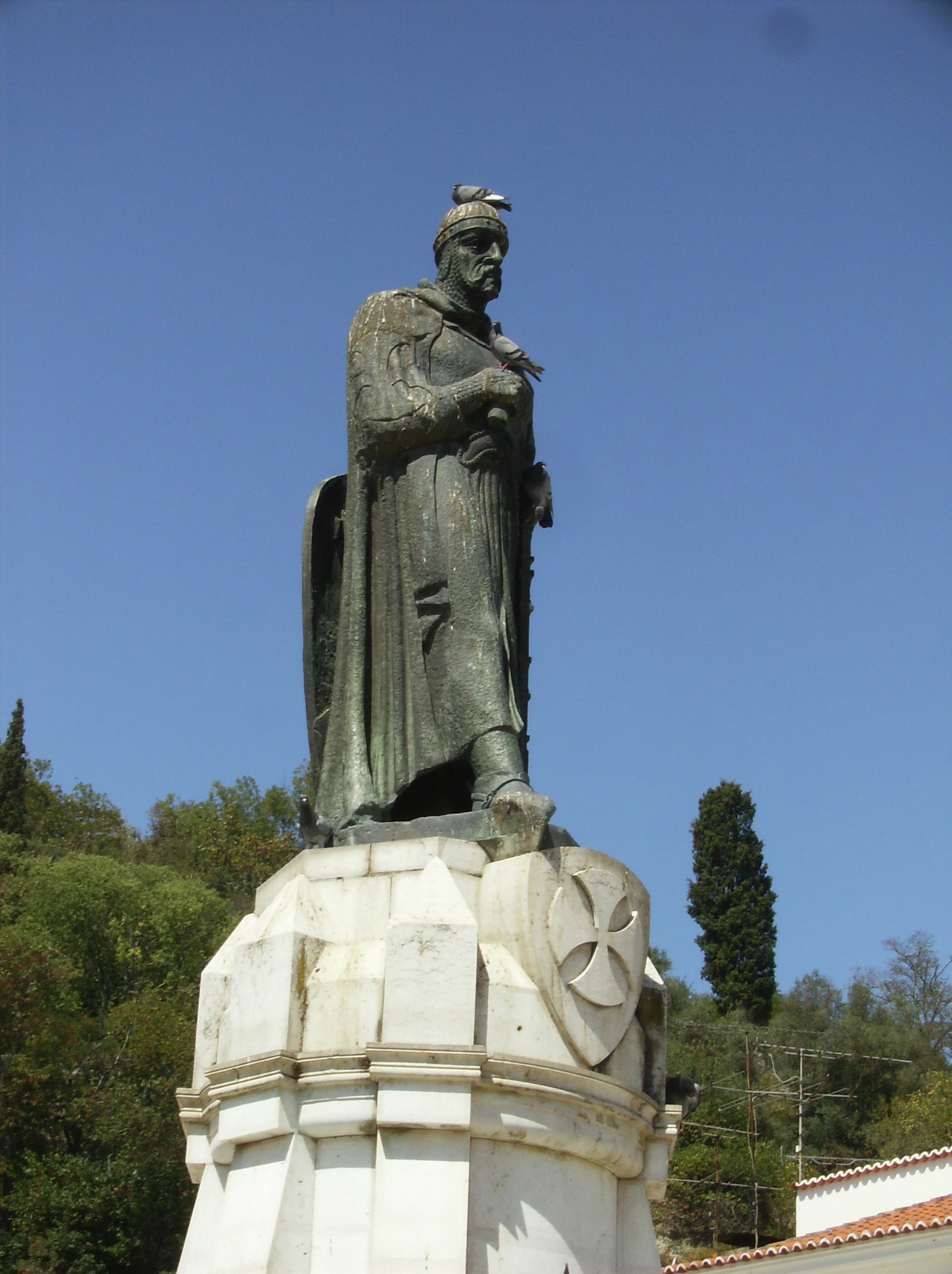
Denkmal für Gualdim Pais in Tomar

Dom Gualdim Pais (lat. auch Gaudinus, Galdinus oder Gualdinus; * 1118 in Amares; † 13. Oktober 1195 in Tomar) war ein portugiesischer Kreuzritter und Gründer der Stadt Tomar.
Pais kämpfte an der Seite von Afonso Henriques gegen die Mauren und wurde nach der Schlacht von Ourique 1139 von diesem zum Ritter geschlagen. Er zog mit dem Zweiten Kreuzzug nach Palästina und kämpfte dort fünf Jahre als Templer. Er nahm insbesondere an der erfolgreichen Belagerung der Stadt Gaza und den Verteidigungskämpfen im Fürstentum Antiochia teil.
Nach Rückkehr nach Portugal wurde er 1157 zum vierten Großmeister des Templerordens in Portugal ernannt. Er begründete 1160 die befestigte Klosteranlage in Tomar, die Sitz des Ordens wurde. Die Belagerung Tomars durch den Almohadenkalifen Yaʿqūb al-Mansūr im Jahr 1190 wehrte er ab und verhinderte so die Invasion des restlichen Landes.
Er starb am 13. Oktober 1195 in Tomar. Seine Asche wurde in der Igreja de Santa Maria dos Olivais bestattet, wo seine Grabplatte bis heute erhalten ist.